# Ispingrade
Ispingrade ist eine Ortschaft in Radevormwald im Oberbergischen Kreis im nordrhein-westfälischen Regierungsbezirk Köln in Deutschland.

## Lage und Beschreibung

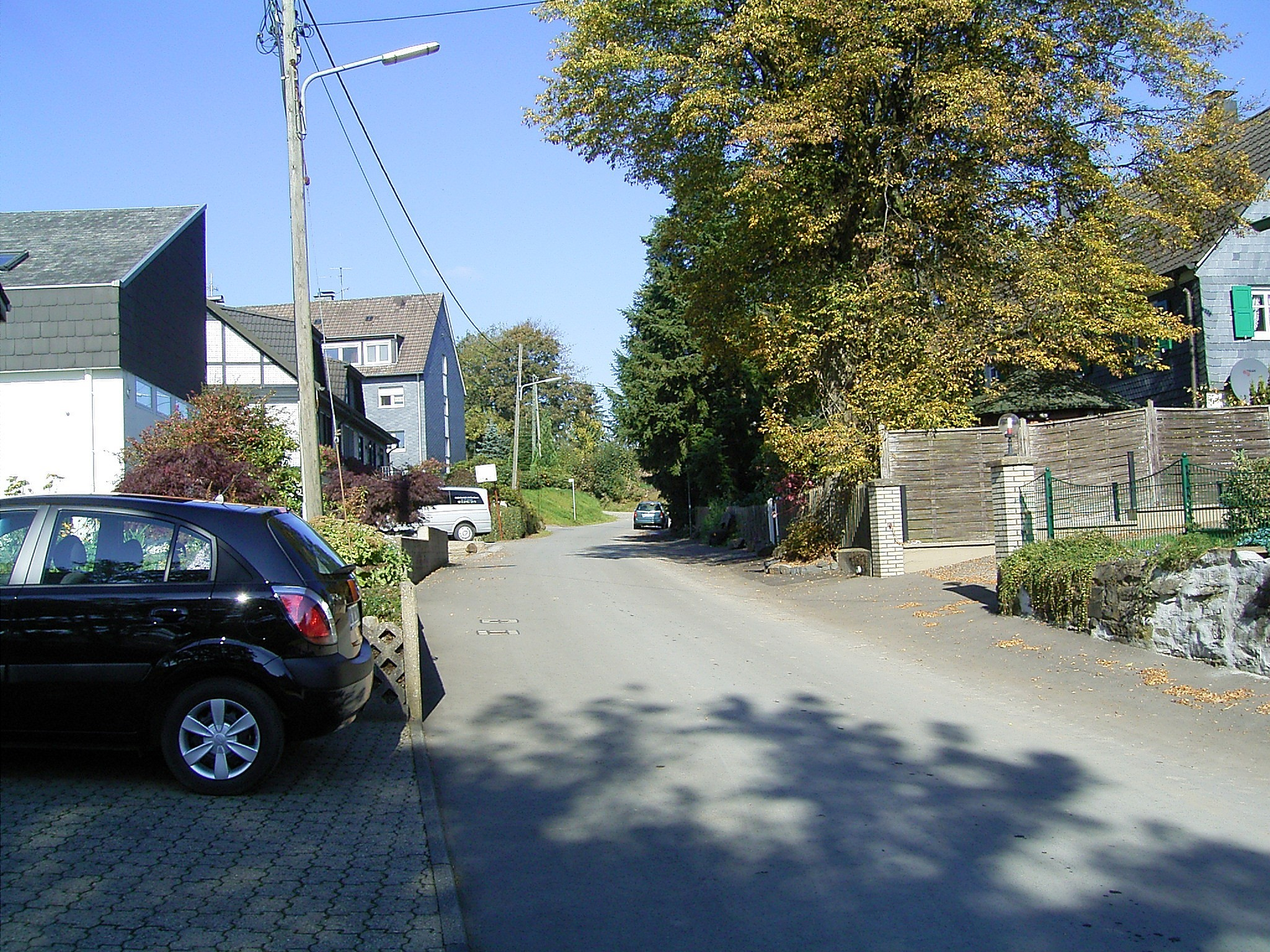
Ortsansicht von Ispingrade

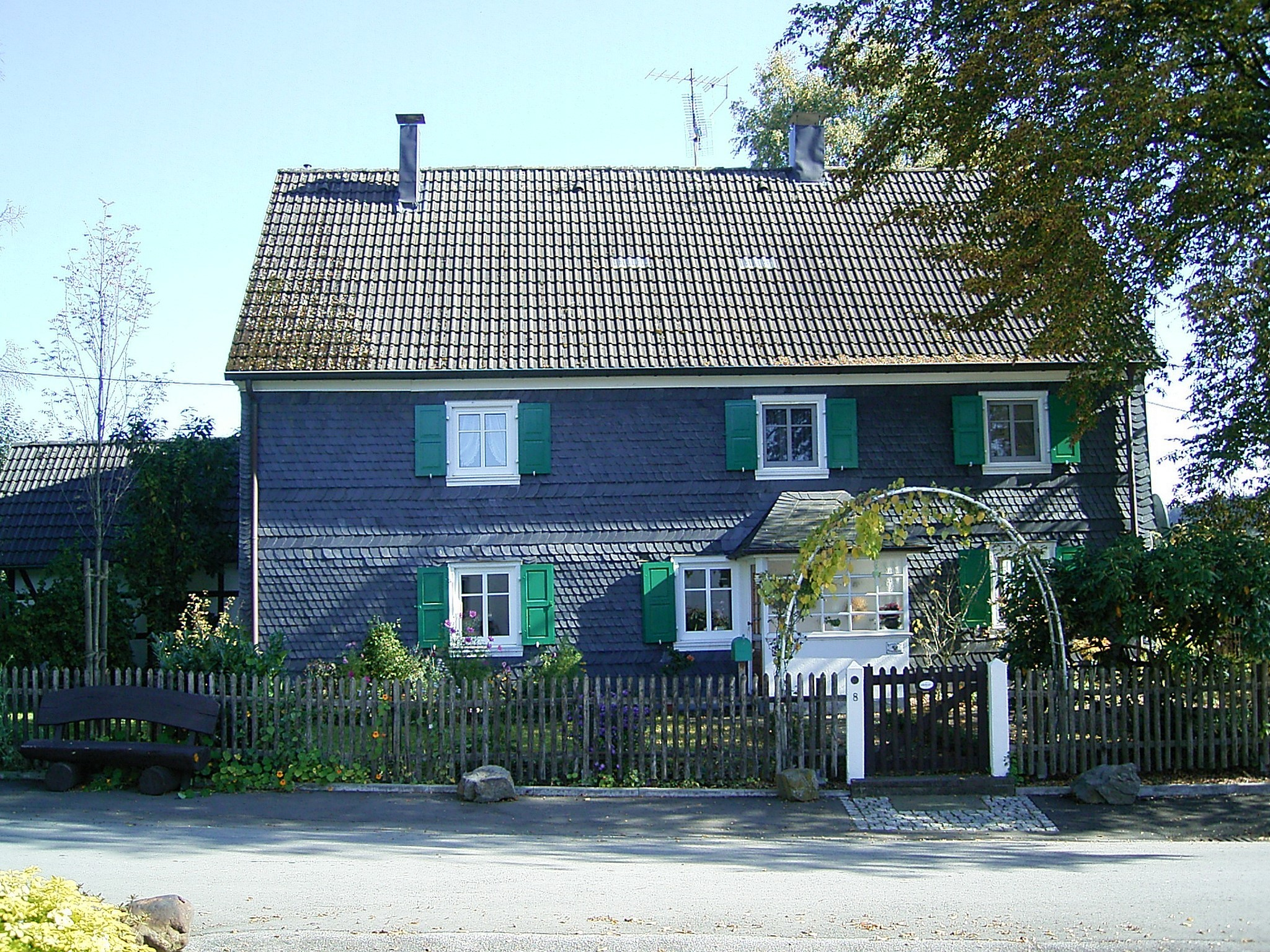
Schieferhaus in Ispingrade

Ispingrade, eine in sich geschlossene, ländlich geprägte Außenortschaft, liegt südlich vom Radevormwalder Stadtzentrum. Nordöstlich der Ortschaft entspringt der Wiebach, ein Nebenbach der Wupper, der in einem tiefen Kerbtal südlich an der Ortschaft vorbeifließt. Westlich von Ispingrade liegt die Erhebung Höhberg (349,7 m ü. NHN). Nachbarorte sind Sieplenbusch, Kirschsiepen, Vormwald und Heide.
Der Ort gehört zum Radevormwalder Wahlbezirk 40.

## Geschichte
1286 wird der Ort erstmals im Zusammenhang mit „Westfälischen Hauszeichen“ unter der Bezeichnung „Ispelingrode“ genannt. 1345 nennt eine Urkunde aus dem Hauptstaatsarchiv Düsseldorf die Ortsbezeichnung „Yspelincrodde“.

## Wander- und Radwege
Die Wanderwege A2 und A3 laufen östlich (entlang des Wiebachs) an der Ortschaft vorbei.

## Bus- und Bahnverbindungen
Linienbushaltestelle: Ispingrade
Die Ortschaft ist über die Bürgerbus-Linie 1: „Stadtring“ an das ÖPNV-Netz angeschlossen.

## Veranstaltungen
Die Veranstaltung „Night on Bike“ fand in dem Jahr 2019 vom 12. bis 14. Juli in Ispingrade satt.